# Holjevac
Holjevac je hrvatsko prezime.
Holjevac ima danas najviše u Hrvatskoj. Gornja Podmelnica, Holjevac Selo (Brinje), Jezerane, Mušaluk, Rešetar, Stajnica.  U Hrvatskoj danas živi oko petsto Holjevaca u oko stoosamdeset domaćinstava. Podjednako ih je bilo i sredinom prošlog stoljeća. Glavni migracijski pravci Holjevaca u prošlom stoljeću zabilježeni su iz Brinja, iz Slunja te iz Gospića u Zagreb.

## Poznati Holjevci
- Franjo Ksaver Holjevac (1763. – 1850.), predsjednik centralne direkcije Vojne Hrvatske
- Robert Holjevac (1967. - ), hrvatski povjesničar
- Tatjana Holjevac (1944. - ), hrvatska političarka i znanstvenica
- Većeslav Holjevac (1917. – 1970.), hrvatski političar i pisac, zagrebački gradonačelnik
- Željko Holjevac (1973. - ), doktor povijesnih znanosti

## Podrijetlo prezimena
Prezime potječe od stare riječi holjeva, što znači čarapa, nogavica ili hlače.
Holjevci su stari rod plemića posjednika iz Brinja, gdje su držali visoke vojničke položaje u brinjskoj vojnoj posadi. Danas u okolici Brinja postoji toponim Holjevac na kojemu se nalaze ruševine gotičke crkve Svetoga Stjepana Prvomučenika.

## Povijesni izvori o prezimenu Holjevac
Zbog vojničkih zasluga rano su promaknuti u plemiće i dobili su svoj obiteljski grb. U plemićki stalež uvršteni su 1630. godine i dobili su grbovnicu (plemićko pismo). 
Hrvatsko-ugarsko plemstvo i grb podijeljeno je 16. listopada 1623. godine Vuku Holjevcu i njegovoj djeci: Matiji, Vlatku, Magdaleni i Margareti. 
U povijesnim dokumentima spominje se i porkulab - kaštelan Jurica Holjevac, koji je 1698. godine, nakon oslobođenja Like od Turaka, naselio u Udbinu nekoliko obitelji iz Brinja, Jezerana i Križpolja.

## Grb
U plavome štitu je konjanik obučen u crveno sa sabljom u desnoj ruci; na dnu štita je zeleno polje na kojemu leži mrtav Turčin. 
Iznad štita, iz zlatne okrunjene kacige izrasta vojnik obučen u crvenu odoru sa sabljom u desnoj ruci na koju je nabijena turska glava. 
Te srebrno - plavi plašt.